# Manfred Steffen
Manfred Ludolf Steffen (ur. 26 czerwca 1916 w Hamburgu, zm. 22 stycznia 2009 w Halstenbeku) – niemiecki aktor.

## Filmografia
- 1999: Naprawdę kocham swoją rodzinę (Ich liebe meine Familie) jako Eckard Born
- 1989: Die Männer vom K3 – Der Mann im Dunkeln jako Westphal
- 1981: Die Gerechten jako Foka
- 1978: Der Große Karpfen Ferdinand und andere Weihnachtsgeschichten
- 1967: Palme im Rosengarten jako Herbert Jobst
- 1964: Haben jako lekarz
- 1961: Die Toten Augen von London
- 1961: Geliebte Hochstaplerin jako Bernhard
- 1958: Dr. Crippen lebt
- 1958: Stahlnetz – Mordfall Oberhausen

## Seriale
- 1977: Pariser Geschichten
- 1974-1998: Derrick jako Arno Schuster
- 1972-1982: Sonderdezernat K1 jako Eggerth
- 1972: Motiv Liebe
- 1970: Tatort jako Poessmann/Schönfließ